# エッセンシャル (シャンプー)
エッセンシャル（Essential）は、花王が発売するヘアケア製品のブランド名である。

## 商品概要
- 「カオーフェザー」ブランドから暖簾分けされた形で、1976年3月に発売。リンスは数か月遅れて発売された。初代テレビCMには当時アイドル歌手だった林寛子を起用、「毎日シャンプーしてもいいくらい」というフレーズを使用した。
- すでに販売を終了した「カオーフェザー」シリーズの後継的商品で、同社の「メリット」に次ぎ40年以上販売されているロングセラー商品かつ知名度の高いヘアケアブランドである。
- この「エッセンシャル」のテレビCMにより、髪の表面を覆う「キューティクル」の存在が広く知られるようになったり、髪のツヤを表す「天使の輪」という表現が一般化された。1978年の改良新発売後より「エッセンシャル」をはじめとした特定のヘアケア製品（「ドレッサー」、「ケープ」、「ブラッシングケア」、「ルーネット」など）を包括して「健康で輝きのある髪を キューティクル・ケア」キャンペーンを開始し、女優・手塚理美をキャラクターに起用してCMを放送した。
- このCMでは洗髪によってキューティクルが脱落することを表現するため、ビーカーに洗髪後のすすぎ水を入れて拡大映像化し、脱落し浮遊するキューティクルを映すことで洗髪による髪へのダメージを強調。これを防止するために冒頭の製品を薦めるという内容であった。
- これら製品のCMの最後には緑地の画面に先のフレーズがスポットで映し出された。このキャンペーンは1980年代初頭まで続けられる。ただしこのキャンペーンは先の特定商品に適用され、他の同社ヘアケア製品、例えば同時期CMが放映されていた「メリット」や「カオーフェザーオイルシャンプー・リンス」（販売中止）、「カオーフェザークリームシャンプー・リンス」（販売中止）などには適用されていない。
- また、1991年10月1日より、目を閉じた状態でもシャンプーとリンスの区別ができるように、シャンプーボトルの側面とポンプ部（レギュラー・ミニサイズはキャップ上部）に刻みが入った。このアイデアは「エッセンシャル」で初採用され、その後、花王が発売する他のブランドのシャンプーにも適用された。そして花王は実用新案の申請を取り下げて業界各社に働きかけたことにより、業界全体に広まった。2016年1月に導入したつめかえ用の「ラクラクecoパック」についても、触覚識別のためにキャップに刻みをつけている。
- 1993年夏当時、設楽りさ子がCM主演には「ダメージ減らして、毛先までなめらか。」というフレーズを使用でタイトルだった。
- シャンプーやコンディショナーのつめかえ用には、ホームセンターなどの一部販売店やECサイト向けに「つめかえ用 特大サイズ」が設定されている。発売当初は通常サイズの約3.5個分に相当する1.2L入りだったが、2016年8月のリニューアルに伴って内容量を減容し、通常サイズの約3.2個分に相当する1.08Lとなった。「しっとりまとまる」には、ECサイト向けに通常サイズの約6個分に相当する2L入りの「つめかえ用 超特大サイズ」も設定されている。「エッセンシャルflat」にも、ECサイト向けに通常サイズの約1.8個分に相当する600ml入りの「つめかえ用 大サイズ」も設定される。（これらのサイズは花王の製品情報ページには未掲載）。

## シリーズの歴史
- 当初（1976年）は「カオーフェザー・エッセンシャル」（グリーンの液体にボトルは透明）のシリーズが発売され、1981年に「'エッセンシャル コンディショニング」（オレンジ色の液体にボトルは透明）が発売された。
- 以降エッセンシャルは、大きく分けてグリーン系とオレンジ系の2タイプに分かれて発売されたが、2000年以降はオレンジ系の「エッセンシャル ダメージケア」に集約されるようになる。
- 1985年9月にトリートメントを追加し、この際楠田枝里子をCMキャラクターに採用した（同年7月からはオレンジ系のCMも）。
- 1993年4月に当時の製品「エッセンシャル ダメージ・ケア」オレンジのシャンプーとピンクのリンスを発売した。内容量は800ml。
- 1997年9月に「エッセンシャル ダメージ・ケア」がリニューアルされた際には、シャンプーとコンディショナーに現行製品にも設定されている「つめかえ用」を新設した。
- 2006年8月に「エッセンシャル ダメージケア」を全面刷新。従来の「エッセンシャル ダメージケア」に採用されていたオレンジ系ボトルを引き継ぐ「リッチプレミア (Rich Premier) 」に加え、ピンク系ボトルを採用した「ニュアンスエアリー (Nuance Airy) 」を追加して2ライン体制となり、「カワイイをつくる.com」と称する特設サイトが開設された。
- さらに、2007年以降、シャンプー・コンディショナー・トリートメントに加え、ヘアパックや洗い流さないトリートメントなど従前の「エッセンシャル」では存在しなかった様々な製品が発売されるようになる。なお、シャンプー・コンディショナー・トリートメントは2006年以降、2年毎にリニューアルが行われている。
  - 2007年1月：洗い流さないタイプの浸透ケアトリートメント「毛先集中ドライケアエッセンス」を発売。
  - 2007年8月：「高純度ハニー&プロテイン」をコンディショナーに比べて3倍配合したジャータイプのトリートメント「集中補修ヘアパック」を発売。
  - 2008年1月：スタイリング前に使用するウォータータイプの洗い流さないトリートメント「トリートメントウォーター」を発売。
  - 2008年8月：毛髪補修成分「ウルトラシャインエッセンス（ラノリン脂肪酸）」を配合し、シャンプー・コンディショナー・トリートメント・毛先集中ディープケアパック（リッチプレミアのみ）・ヘアパックを全面リニューアル。
  - 2009年1月：「毛先集中ドライケアエッセンス」が「毛先集中天使のツヤ美容液」に改名し、リニューアル発売。
  - 2009年8月：シアバターを新配合し、「ヘアパック」をリニューアル。
  - 2010年1月：スタイリング前に使用するヘアトリートメント「ヘアメイクトリートメント」3種を発売（2013年9月製造終了）。
  - 2010年8月：「ヘアパック」に配合されているシアバターを新たに配合し、シャンプー・コンディショナー・トリートメントを全面リニューアル（併せて、シャンプー・コンディショナーのポンプサイズとつめかえ用の内容量を変更 ポンプサイズ：550ml→530ml、つめかえ用：400ml→380ml）。「リッチプレミア 毛先集中ディープケアパック」もデザインリニューアル。
  - 2011年1月：「毛先集中天使のツヤ美容液」を処方改良し、商品名を「毛先集中キューティクル美容液」に変更してリニューアル発売。
  - 2011年8月：「トリートメントウォーター」を処方改良の上、リニューアル発売。
  - 2012年8月：キューティクル補修成分（ラノリン脂肪酸）を増量し、シャンプー・コンディショナー・トリートメントを全面改良。ヘアパックはキューティクル補修成分の増量に加え、熱ダメージケア成分（ポリグリセリン-3）も配合し、「集中補修ヘアパック」に改名してリニューアル発売。なお、シャンプーとコンディショナーのポンプサイズとつめかえ用は内容量を変更した（ポンプサイズ：530ml→500ml、つめかえ用：380ml→360ml）。
  - 2012年9月：シャンプー前の乾いた髪に使用する使い切りタイプの持続型トリートメント「シャンプー前の高浸透ジェル」を発売（2014年7月製造終了）。
  - 2013年2月：シャンプー・コンディショナー・トリートメントをパッケージリニューアル。
  - 2013年5月：「毛先集中キューティクル美容液」の後継製品として、夜の洗髪後に使用する「キューティクル補修ミルク」・「キューティクル補修オイル」、「トリートメントウォーター」の後継製品として、朝のスタイリング前に使用する「キューティクル補修ミスト」の洗い流さないトリートメント3品を発売。
  - 2013年11月：数量限定品「フローラルバニラノート」を発売（セット品のみの設定。通常はシャンプー ポンプサイズ+コンディショナー ポンプサイズ+トリートメント ミニ（試供品）の3点セットだが、コスモス薬品などの一部店舗ではトリートメント ミニが付かないポンプペアセット仕様も存在する）。
- 2014年8月：8年ぶりに全面刷新。商品名を「エッセンシャル」に戻し、オレンジ系の「ダメージケア リッチプレミア」は「リッチダメージケア(RICH DAMAGE CARE)」に、ピンク系の「ダメージケア ニュアンスエアリー」は「エアリーモイスト(AIRY MOIST)」にそれぞれ改名し、「ビューティーケア」の生産終了以来14年ぶりに復活したグリーン系の新ライン「フリー&スムース(FREE & SMOOTH)」を追加して、「エッセンシャル」初の3ライン体制となった。なお、シャンプーとコンディショナーはポンプサイズとつめかえ用の内容量を変更（ポンプサイズ：500ml→480ml、つめかえ用：360ml→340ml）。コンディショナーのレギュラーサイズはキャップが上部から下部に移動した。
- 2015年5月：洗い流さないトリートメントのラインナップを約2年ぶりに刷新し、「キューティクル補修オイル」の後継製品となるオイルタイプ「CCオイル」、「キューティクル補修ミスト」の後継製品となる朝用ミストタイプ「スピーディーケアミスト」、「キューティクル補修ミルク」の後継製品となる夜用ミルクタイプ「ナイトケアミルク」の3種を発売。
- 2016年1月：シャンプー・コンディショナーのつめかえ用を改良。マチを上部にも設け、ノズルをネジ式キャップに変更してボトルのようにまっすぐ自立し、ポンプボトルの真上に逆さにセットして上から液を落として詰め替える「ラクラクパック」となった（これによりスリム形状となったが、内容量は従来品と同量(340ml)。また、識別のため、シャンプーのキャップ上部に触覚識別のきざみを入れ、さらに、シャンプーとコンディショナーでキャップの色を分けている）[1]。なお、同年4月にリニューアルした「メリット」のつめかえ用にも導入したことに伴い、同時期より「ラクラクecoパック」に名称変更している。
- 2016年8月：シャンプー・コンディショナーをリニューアルし、キューティクルケアシャンプー・キューティクルケアコンディショナーに改名。パッケージが白基調に刷新され、オレンジのシリーズは「リッチダメージケア」から「しっとりツヤ髪」に、ピンクのシリーズは「エアリーモイスト」から「ふんわりうるツヤ髪」に、グリーンのシリーズは「フリー&スムース」から「さらさらスムース髪」に、シリーズ名もそれぞれ改名した。併せて、シャンプー後に使用するジェルタイプのトリートメント「キューティクルエッセンス」を発売。
- 2017年4月：プラム系のボトルを採用した「スマートスタイル」を発売。4ライン体制となる。なお、「スマートスタイル」はポンプとつめかえ用のみの設定で、レギュラー（200ml）が設定されない。
- 2017年9月：マツモトキヨシグループ向け数量限定品「プレシャスフローラルの香り」を発売。シャンプー・コンディショナーのペアセット品のみの設定で、「しっとりツヤ髪 キューティクルエッセンス」のサンプル（10ml×3包）も封入される。
- 2018年3月：洗い流さないトリートメント「耐湿キューティクルバリア」2品（オイルスプレー、モイストエッセンス）を発売（2020年3月製造終了）。
- 2018年5月：マツモトキヨシグループ向け数量限定品「プレシャスフローラルの香り」を再発売。今回は「つめかえ用ペアセット」が新たに設定される。
- 2018年6月：「キューティクルエッセンス」をリニューアル（自然切替）。箱入りパッケージに変更された（ボトル・中身の変更はなし）。
- 2018年8月：キューティクルケアシャンプー、キューティクルケアコンディショナーの全てのラインをリニューアル（ミニセットは自然切替）。リニューアルに伴い、オレンジのシリーズは「しっとりツヤ髪」から「スマートリペア」に、ピンクのシリーズは「ふんわりうるツヤ髪」から「スマートアレンジ」に、グリーンのシリーズは「さらさらスムース髪」から「スマートブロードライ」にそれぞれ改名され、「スマートスタイル」と合わせて、シリーズ名が「スマート○○」に統一された。なお、「スマートブロードライ」はポンプとつめかえ用のみの設定となり、「さらさらスムース髪」のレギュラーは2018年9月を以って製造終了となった。
- 2018年10月：「CCオイル」と「ナイトケアミルク」をリニューアル。台紙のデザインが変更された（中身の変更はなし）。
- 2019年3月：「フリー&イージー」が発売され、5ライン体制となる。なお、「フリー&イージー」は「スマートブロードライ」や「スマートスタイル」同様にポンプとつめかえ用のみの設定で、レギュラーが設定されない。また、「エッセンシャル」の他のラインよりも内容量が少なくなっている（ポンプ:400ml、つめかえ用:300ml）。
- 2019年6月：「スマートリペア」のシャンプー、コンディショナーに「つめかえ用 超特大サイズ」を追加発売（ECサイト向け）。
- 2019年10月：派生ブランド「エッセンシャルflat（フラット）」を発売。
- 2020年4月
  - 「フリー&イージー」を除く4ラインのシャンプー・コンディショナーをリニューアル（レギュラーとミニセットは自然切替）。パッケージデザインとライン名が変わり、オレンジのシリーズは「スマートリペア」から「しっとりまとまる」に、ピンクのシリーズは「スマートアレンジ」から「ふんわりうるツヤ」に、グリーンのシリーズは「スマートブロードライ」から「さらさら速乾」に、プラムのシリーズは「スマートスタイル」から「寝ぐせ抑制」にそれぞれ改名された。なお、「ふんわりうるツヤ」はポンプとつめかえ用のみの設定となり、「スマートアレンジ」のレギュラーは2020年3月を以て製造終了。これにより、レギュラーは「しっとりまとまる」のみの設定となった。
  - 「エッセンシャルflat」に新ライン「エアリースムース」を発売。
- 2020年9月
  - トリートメントを約6年ぶりにリニューアル。パッケージデザインとライン名が変わり、オレンジのシリーズは「リッチダメージケア」から「しっとりまとまる」に、ピンクのシリーズは「ニュアンスエアリー」から「ふんわりうるツヤ」にそれぞれ改名され、シャンプー・コンディショナーとパッケージデザイン・ライン名を約4年ぶりに統一。併せて、内容量を180gから250gに増量した。
  - 「エッセンシャルflat」に「くせ・うねりときほぐしセラムEX」を追加発売（ECサイトは同年8月より先行発売）。
- 2021年8月：派生ブランド「エッセンシャル ザビューティ」を発売。
- 2022年
  - 3月：「エッセンシャルflat」に一部ECサイト限定品として「くせ・うねり集中ケアマスク」を発売。
  - 9月：「エッセンシャル ザビューティ」に「髪のキメ美容 バリアトリートメント」、「髪のキメ美容 ウォータートリートメント」、「髪のキメ美容プレミアムヘアオイル」を追加発売。
- 2023年
  - 3月：「エッセンシャル ザビューティ」に「髪のキメ美容 バリアヘアマスク」を追加し、一部ECサイト限定で発売。
  - 4月：「エッセンシャル ザビューティ」に「バリアシャンプー」、「バリアコンディショナー」、「うるツヤチャージヘアパック」を追加発売。
  - 8月：「エッセンシャル ザビューティ」の「髪のキメ美容 モイストリペア」ライン（シャンプー、コンディショナー、プレミアムトリートメント、トライアルセット）をリペアシャンプー、リペアコンディショナー、プレミアムリペアトリートメント、リペアトライアルセットに改名してリニューアル。
  - 11月：「エッセンシャル ザビューティ 髪のキメ美容 ウォータートリートメント」に「ナチュラルモイスト」を追加発売。
- 2024年
  - 4月：「エッセンシャル ザビューティ」の「バリア」ライン（シャンプー、コンディショナー、トリートメント、ウォータートリートメント）を新ラインの「エッセンシャル プレミアム」へ改名してリニューアル[2]。
  - 8月：ベーシックシリーズである「しっとりまとまる」、「ふんわりうるツヤ」、「CCオイル」、「CCミルク」をリニューアル[3]。
- 2025年
  - 3月：「エッセンシャル ザビューティ」の「リペア」ライン（シャンプー、コンディショナー、プレミアムリペアトリートメント）を「エッセンシャル リペア」へ改名してリニューアル。
  - 7月：「エッセンシャル プレミアム」のシャンプー・コンディショナーに「スパークルモイスト」を追加、併せて、「とろ生ヘアマスク」・「うるりジェリーミルク」・「うるりキラリオイル」を発売。

### グリーンのシリーズ
- カオーフェザー・エッセンシャル（1976年 - 1980年）
- エッセンシャル（1980年 - 1983年） - ラベル上部の「カオーフェザー」が「花王」に入れ替わる
- エッセンシャル キューティクルケア（1983年 - 1989年） - ワンタッチキャップ初採用、後にポンプサイズが設定される
- エッセンシャル ナチュラルスタイリング（1989年 - 1993年） - ボトルが半透明となる
- エッセンシャル スタイリング（1993年 - 1997年）
- エッセンシャル ビューティーケア（1999年 - 2000年）
- エッセンシャル フリー&スムース（2014年8月 - 2016年8月） - グリーンのシリーズでは初めてつめかえ用が設定される
- エッセンシャル さらさらスムース髪（2016年8月 - 2018年8月(キューティクルエッセンスは2018年10月)）
- エッセンシャル スマートブロードライ（2018年8月 - 2020年4月）
- エッセンシャル さらさら速乾（2020年4月 - 2021年9月）

### オレンジのシリーズ
- エッセンシャル コンディショニング(オレンジ色のみシャンプー・ピンク色のみリンス)（1981年1月 - 1993年3月31日）
- エッセンシャル ダメージ・ケア(当初、オレンジ色のみシャンプー・ピンク色のみリンス)（1993年4月 - 1997年9月21日）
- エッセンシャル ダメージ・ケア(シャンプー・コンディショナー・トリートメント)（1997年9月22日 - 2000年8月）
- エッセンシャル ダメージケア(シャンプー・コンディショナー・トリートメント)（2000年8月 - 2006年8月）
- エッセンシャル ダメージケア リッチプレミア（2006年8月 - 2014年7月31日）
- エッセンシャル リッチダメージケア（2014年8月 - 2016年8月(トリートメントは2020年9月)）
- エッセンシャル しっとりツヤ髪（2016年8月 - 2018年8月(キューティクルエッセンスは2021年9月)）
- エッセンシャル スマートリペア（2018年8月 - 2020年4月）
- エッセンシャル しっとりまとまる（2020年4月(トリートメントは2020年9月) - 現在）

### ピンクのシリーズ
- エッセンシャル ダメージケア ニュアンスエアリー（2006年8月 - 2014年7月31日）
- エッセンシャル エアリーモイスト（2014年8月 - 2016年8月(トリートメントは2020年9月)）
- エッセンシャル ふんわりうるツヤ髪（2016年8月 - 2018年8月(キューティクルエッセンスは2020年3月)）
- エッセンシャル スマートアレンジ（2018年8月 - 2020年4月）
- エッセンシャル ふんわりうるツヤ（2020年4月(トリートメントは2020年9月) - 現在）

### プラムのシリーズ
- エッセンシャル スマートスタイル（2017年4月 - 2020年4月）
- エッセンシャル 寝ぐせ抑制（2020年4月 - 2021年9月）

### その他
- エッセンシャル トリートメント（1985年 - 1991年）
- エッセンシャル 枝毛防止トリートメント（1991年 - 1997年）
- エッセンシャルII（1996年10月 - 1997年） - 使用量を従来品の半分に抑えた商品。
- エッセンシャル カラーダメージケア（2004年9月 - 2006年9月） - カラーリングの繰り返しによって特に傷んだ髪に対応したトリートメントを揃えたサブライン。
- エッセンシャル スピーディーケアミスト（2015年5月 - 2021年9月）
- エッセンシャル 耐湿キューティクルバリア（2018年3月 - 2020年3月） - キューティクルの湿度バリア機能をサポートし、髪内部への水分の出入りを防ぐ洗い流さないトリートメントを揃えたサブライン。オイルスプレーとモイストエッセンスがラインナップされていた。
- エッセンシャル フリー&イージー（2019年3月 - 2021年9月） - 男性向けのライン。
- エッセンシャルflat（2019年10月 - 2024年3月）
- エッセンシャル ザビューティ（2021年8月 - 現在）
- エッセンシャル プレミアム（2024年4月 - 現在）
- エッセンシャル リペア（2025年3月 - 現在）

## 現在のラインナップ
- エッセンシャル
  - シャンプー（しっとりまとまる / ふんわりツヤ髪）
  - コンディショナー（しっとりまとまる / ふんわりツヤ髪）
  - ミニセット（しっとりまとまる / ふんわりツヤ髪） - シャンプーとコンディショナーの携帯用ミニセット。
  - トリートメント（しっとりまとまる / ふんわりツヤ髪）
  - CCオイル  - 2020年秋にパッケージデザインが変更された（自然切替）。
  - CCミルク - 2020年秋に製品名とパッケージデザインが変更され、「ナイトケアミルク」から改名した（自然切替）。
- エッセンシャル リペア
  - シャンプー（旧 ザビューティ 髪のキメ美容シャンプー モイストリペア→ザビューティ リペアシャンプー）
  - コンディショナー（旧 髪のキメ美容コンディショナー モイストリペア→ザビューティ リペアコンディショナー）
  - トリートメント（旧 髪のキメ美容プレミアムトリートメント モイストリペアプレミアム→ザビューティ プレミアムリペアトリートメント）
- エッセンシャル ザビューティ
  - 髪のキメ美容バリアヘアマスク
  - 髪のキメ美容プレミアムヘアオイル
- エッセンシャル プレミアム
  - バリアシャンプー（旧 ザビューティ バリアシャンプー） - 2024年4月のリニューアルに伴い、シルキー&スムースとグロウ&モイストの2ラインとなり、2025年7月にスパークルモイストが追加され3ラインとなる。
  - バリアコンディショナー（旧 ザビューティ バリアコンディショナー） - 2024年4月のリニューアルに伴い、シルキー&スムースとグロウ&モイストの2ラインとなり、2025年7月にスパークルモイストが追加され3ラインとなる。
  - バリアトリートメント（旧 ザビューティ 髪のキメ美容バリアトリートメント） - 2024年4月のリニューアルに伴って紙の外装が省かれた。
  - とろ生ヘアマスク
  - うるツヤチャージヘアパック - 週に1度使用する1回使い切りタイプ。2024年春にパッケージデザインが変更され、「エッセンシャル ザビューティ」から移行（同年夏にかけて自然切替）。
  - ウォータートリートメント（EXスムース / ナチュラルモイスト、旧 ザビューティ 髪のキメ美容ウォータートリートメント）
  - うるりジェリーミルク
  - うるりキラリオイル

## 歴代CM出演者
2024年4月現在
- NewJeans

### 過去
1976年3月 - 1993年3月
- 林寛子 - カオーフェザー・エッセンシャル
- 手塚さとみ（当時の表記） - カオーフェザー・エッセンシャル、エッセンシャル
- 中村久美 - エッセンシャル
- 稲光朱火 - エッセンシャル
- 三田寛子 - エッセンシャル・エッセンシャル コンディショニング（シャンプー・リンス）
- 中森明菜 - エッセンシャル キューティクル・ケア（シャンプー・リンス）
- 堀ちえみ - エッセンシャル キューティクル・ケア（シャンプー・リンス）
- 後藤久美子 - エッセンシャル キューティクル・ケア（シャンプー・リンス）
- 鷲尾いさ子 - エッセンシャル ナチュラルスタイリング（シャンプー・リンス）
- 秋ひとみ - エッセンシャル コンディショニング（シャンプー・リンス）
- 伏見マリエ - エッセンシャル コンディショニング（シャンプー・リンス）
- 竹下景子 - エッセンシャル コンディショニング（シャンプー・リンス） - 堀ちえみと共演。
- 楠田枝里子 - エッセンシャル トリートメント、エッセンシャル コンディショニング（シャンプー・リンス）
- 若村麻由美 - エッセンシャル トリートメント、エッセンシャル コンディショニング（シャンプー・リンス）
- 大内麻莉 - エッセンシャル 枝毛防止トリートメント
- 遠藤美佐子 - エッセンシャル ナチュラルスタイリング（シャンプー・リンス）
- 高橋かおり - エッセンシャル ナチュラルスタイリング（シャンプー・リンス）
- 設楽りさ子（現:三浦りさ子） - エッセンシャル コンディショニング（シャンプー・リンス）

※三田寛子編（1982年10月 - 1983年）は30秒・15秒とも映像は1種類だけだったが、30秒バージョンは途中から、冒頭に「天使の輪=キューティクル」のテロップが追加され、さらに三田の最後の台詞が変更されるマイナーチェンジが施された（映像が変更されないので三田の口の動きが合わない）。
1993年4月 - 2004年8月
- 設楽りさ子（現:三浦りさ子） - エッセンシャル ダメージ・ケア（シャンプー・リンス）
- ブレンダ - エッセンシャル スタイリング（シャンプー・リンス）
- 葉月里緒菜（現:葉月里緒奈） - エッセンシャル ダメージ・ケア（シャンプー・リンス）
- 川幡由香（現:川幡由佳） - エッセンシャル スタイリング（シャンプー・リンス）
- 田中伸子 - エッセンシャル スタイリング（シャンプー・リンス、スチールのみ）
- 渡辺満里奈 - エッセンシャル ダメージ・ケア（シャンプー・リンス）
- 松たか子 - エッセンシャルII（シャンプー・コンディショナー）
- シルビア羽根 - エッセンシャル ダメージ・ケア（シャンプー・コンディショナー）
- 永作博美 - エッセンシャル ダメージ・ケア（シャンプー・コンディショナー）
- 五明祐子 - エッセンシャル ビューティーケア（シャンプー・コンディショナー）
- 中村みづほ - エッセンシャル ビューティーケア（シャンプー・コンディショナー）
- 角田ともみ - エッセンシャル ビューティーケア（シャンプー・コンディショナー）
- SILVA - エッセンシャル ダメージケア（シャンプー・コンディショナー）
- 山本佳代子 - エッセンシャル ダメージケア温熱ヘアパック
- 島谷ひとみ - エッセンシャル ダメージケア（シャンプー・コンディショナー）
- 小西真奈美 - エッセンシャル ダメージケア（シャンプー・コンディショナー）
- 竹内結子 - エッセンシャル ダメージケア（シャンプー・コンディショナー）

2004年9月 - 2006年7月
- 生方ななえ
- 香川絵馬
- 長野麗
- 桜井裕美
- 内田ナナ
- 岡崎めぐみ
- 彩友美

※CMでは「あの頃の私」シリーズという2年間放映された。
2006年8月 - 2009年7月
- 山咲トオル
- 近藤圭都
- 関清香
- 西山真以
- 森田麻恵
- リア・ディゾン
- 山崎静代（南海キャンディーズのしずちゃん）
- 中川翔子（愛称である『しょこたん』として）
- マーガリン（スザンヌの妹）
- キャサリン（スザンヌの母）
- 皆藤愛子
- 岩崎千明
- 椿姫彩菜

2009年8月 - 2010年8月
- スザンヌ ※2008年8月 - 2010年8月
- 劇団ひとり
- アヤカ・ウィルソン
- 青山テルマ - CM曲も担当
- 上原美優

カワつく団
- 古川美有
- 七菜香（2010年1月 - ）
- 葛岡碧
- Nanami
- 相沢まき

※葛岡、Nanami、相沢は過去に「カワイイをつくる.com」に起用されていたことのあるメンバーであった。
2010年8月 - 2012年7月
- 吉高由里子
- ビビアン・スー
- マツコ・デラックス（30秒版のみCMの冒頭と最後にわずかながら登場するほか、ナレーションも担当。2010年11月 - ）

2012年8月 - 2013年2月
- 佐々木希
- 永作博美
- 大島優子
- ビビアン・スー

※佐々木は2010年1月から起用されていた。永作は1998年 - 2000年にかけて起用されたため、12年ぶりの再起用となった。大島は起用当時AKB48のメンバーであった。
2013年3月 - 2014年7月
- 梨花
- ローラ
- 佐々木希
- TAKU（ヘアデザイナー）

2014年8月 - 2016年7月
- 櫻井翔
- 道端カレン
- 山本美月

2016年8月 - 2018年7月
- 栗山千明
- 澤穂希
- 佐田真由美
- ダレノガレ明美
- 木村文乃
- 秋山竜次
- 成田凌
- 清野菜名

2018年8月 - 2020年3月
- 出川哲朗

2020年4月以降
- 櫻井翔（flat） - 2014年8月から2016年7月まで起用されたことがあり、派生ブランドへ移行する形で再起用となった。
- 多部未華子（flat）
- 広瀬アリス（ザビューティ）

## 海外での展開
- 「エッセンシャル」はこれまで、日本国内でのみ販売されるブランドだったが、2009年3月から台湾、香港で順次発売を開始し、アジア地域へ進出した[5][6]。この2地域ではシャンプー、コンディショナー、トリートメントの3品を発売し、2010年4月に「ヘアパック」をラインナップに加えた。台湾では「逸萱秀」で発売されており、「カワイイをつくる.com」も展開されている。
- また、同年9月からはタイとシンガポールでの発売を開始した[7]。タイではシャンプーとコンディショナーのみの展開。日本と内容量が異なり、コンディショナーがチューブ入りという違いがある。
- シンガポールではシャンプー、コンディショナー、トリートメントの3品を発売し、2010年1月には「Intensive Hair Mask」の商品名でヘアパックが、同年6月には「Nuance Airy Anti-Frizz Serum」および「Rich Premier Nourishing Care Lotion」の現地名で「毛先集中天使のツヤ美容液」が追加された。タイでも2010年に「Intensive Hair Mask（日本でのヘアパック）」を追加した。
- なお、シャンプー・コンディショナー・トリートメントの容器は前世代を踏襲するが、2011年4月に台湾、同年5月にシンガポールでそれぞれ全面刷新され、シンガポールでは「毛先集中キューティクル美容液（旧・毛先集中天使のツヤ美容液）」もリニューアルされた。タイでも2011年春にリニューアルされ、ヘアパックが追加された。台湾では後に「トリートメントウォーター」も追加された。
- 2012年8月の日本国内向け製品のリニューアルを受け、同年9月にシンガポール・台湾・香港と順次全面改良が行われ、国内向け製品と容器デザインが統一された。また、初の海外向け製品として、ベージュ系のボトルを採用したさらさらまとまるタイプ「ピュアリースムース」を追加した（ピュアリースムースはシャンプーとコンディショナーのみの設定）。
- 2013年5月に日本で洗い流さないトリートメントが刷新されたことを受け、シンガポール・台湾・香港でも洗い流さないトリートメントの順次入れ替えが行われ、台湾では同年9月に日本と同じラインナップで「キューティクル補修ミルク」・「キューティクル補修オイル」・「キューティクル補修ミスト」の3アイテムを、シンガポールでは2014年3月に「Leave On Hair Serum」と「Leave On Treatment Milk」の現地名で「キューティクル補修オイル」と「キューティクル補修ミルク」を、台湾でも同年5月に「キューティクル補修ミルク」と「キューティクル補修オイル」をそれぞれ発売した（なお、シンガポールと台湾では「キューティクル補修ミスト」は発売されていない）。
- 2014年8月の日本国内向けのシャンプー・コンディショナー・トリートメント・ヘアパックの全面刷新を受け、シンガポールでは同年9月に、台湾・香港では同年10月にシャンプー・コンディショナー・トリートメント・ヘアパックが全面刷新された。ラインナップは日本向けの「リッチダメージケア」に相当するオレンジ系のボトル「Nourishing Breakage Defense」、日本向けの「エアリーモイスト」に相当するピンク系のボトル「Moisturizing Frizz Free」、海外向け製品「ピュアリースムース」後継のベージュ系のボトル「Light Finish Volumizing」、リニューアルに合わせて新設した海外向け専用のクレンジングラインで、ブルー系のボトル「Deep Cleansing Care」の4ラインとなった（なお、「Light Finish Volumizing」と「Deep Cleansing Care」はシャンプーとコンディショナーのみの設定）。サイズランナップは日本と同じくボトルとポンプ（香港はポンプのみ）が用意され、ボトルは日本と同じ200ml入りだが、ポンプは日本向けの約1.56倍の容量である750ml入りである。台湾ではつめかえ用も設定されているが、大容量に合わせて、日本向けの約1.76倍の容量である600ml入りとなる。また、ボトルタイプには日本向けにはないレギュラーボトル2倍量の400ml入りも設定される[8]。
- 2015年5月に日本で洗い流さないトリートメントが刷新されたことを受け、同年7月に台湾で「日間五效煥髮菁華油」と「夜間長效修護菁華乳」の現地名で「CCオイル」と「ナイトケアミルク」を発売。同年8月にシンガポールで「CCオイル」と「ナイトケアミルク」を発売。同年9月に香港で「5效修護CC油」・「瞬滑抗熱美髮水」・「保濕修護乳霜」の現地名で「CCオイル」・「スピーディーケアミスト」・「ナイトケアミルク」を発売した（なお、「スピーディーケアミスト」は台湾・シンガポールでは未発売となる）。
- 同年10月には新たな海外専用のラインとなるパープル系のボトル「Tame & Control」を追加発売。台湾で発売された後、2016年6月に香港でも発売を開始した[9]。
- 2016年8月に日本でシャンプーとコンディショナーが刷新されたことを受け、2017年10月に台湾、その翌月に香港、2018年6月にシンガポールで順次リニューアルが行われた。オレンジ系の「Nourishing Breakage Defense」、ピンク系の「Moisturizing Frizz Free」、海外専売品であるパープル系の「Tame & Control」、ブルー系の「Deep Cleansing Care」に加え、海外専売品だった「Light Finish Volumizing」に替わり、日本での「さらさらスムース髪」に相当する「Welightlessly Smooth」が追加された。容量は700ml入りポンプのみに集約され、台湾に設定されているつめかえ用はシャンプーのみとなり、内容量を550mlに減容された。また、シャンプー・コンディショナーのリニューアルと同時に、台湾では「瞬效CC基底修護凝露」、香港では「CC倍效護髮液」の現地名で「キューティクルエッセンス」も発売が開始された。なお、香港では「しっとりツヤ髪」のみ、台湾では「しっとりツヤ髪」と「ふんわりうるツヤ髪」のみの設定で、いずれも日本仕様のままで発売される。なお、台湾向けのシャンプーとコンディショナーには「Essential」のロゴの右下に小さく「逸萱秀」の現地表記も加わった。
- 2019年9月には、香港やシンガポールでグリーン系の「Welightlessly Smooth」と淡いブルー系の「Deep Cleansing Care」が2018年8月からの日本でのパッケージデザインに準じた仕様にリニューアルされ、濃いブルー系の「Anti-Dandruff and Moisturiging（シャンプーのみ）」が発売された。
- 2020年9月に台湾でシャンプー・コンディショナー・トリートメントがリニューアルされ、オレンジ系の「Nourishing（潤澤防斷裂）」、ピンク系の「Moisturizing（柔亮零毛燥）」、ブルー系の「Cleansing（清爽防油光）」、グリーン系の「Airy（速乾空氣感）」の4ライン（トリートメントは「Nourishing」と「Moisturizing」の2ラインのみ）となった。翌月には、香港とシンガポールで「オレンジ系の「Nourishing Breakage Defense」と「Moisturizing Frizz Free」がリニューアル発売された。同年12月にはヘアパック「Instant Luster Repair Hair Mask（瞬效豔澤護髮膜）」が台湾とシンガポールで発売された（シンガポールでは台湾と同じ仕様で発売）。
- なお、タイでの販売は終了となり、現在は香港・台湾・シンガポールで展開されている。